# アヴィアスタル-SP
アヴィアスタル-SP (ロシア語: «Авиастар-СП») はウリヤノフスクに拠点を置くロシアの航空機メーカーである。1976年に設立され、現在は統一航空機製造会社傘下の非公開株式会社となっている。旧ソ連時代にはD・F・ウスチノフ記念ウリヤノフスク航空工業複合 (Ульяновский авиационно-промышленный комплекс им. Д. Ф. Устинова) という名称だった。An-124、Il-476の他、Tu-214を除くTu-204ファミリー全機種を製造していた。 

## 沿革
1970年代初頭に、新世代戦略爆撃機を設計・製造するために設立されたウリヤノフスク航空工業複合が母体で、1991年11月に株式会社化されてアヴィアスタルに改称された。ロシアで最も新しく、世界最大級の航空機生産施設を有する。 
大型輸送機An-124と200席級旅客機Tu-204を生産している。ウリヤノフスク航空工業複合は、元々は機体、アビオニクスおよびエンジンのすべての製造施設を１箇所に統合する目的で設立されたが、アビオニクス工場およびエンジン工場は未だ完成していない。 
アヴィアスタル-SPは40,000エーカーの農地を所有しており、1990年代初頭の混乱期には従業員用および販売用の農産物を生産していた。2007年には、ロシア連邦政府によりアヴィアスタル-SPの資本の1.25%が統一航空機製造会社に移転された。 